# 布朗縣 (內布拉斯加州)
布朗县（英語：Brown County）是位於美国內布拉斯加州北部的一個縣，面積3,175平方公里。根據2020年美國人口普查，共有人口2,903人。縣治安斯沃思（Ainsworth）。該縣成立於1883年2月8日，縣名紀念是兩名提案成立該縣的州議員的姓氏。